# 藤本信之
藤本信之（ふじもと のぶゆき、1963年10月22日 - ）は、日本のドラマー。別名、NOB藤本。

## 略歴
東京都渋谷区に生まれ、3歳のころ大阪市阿倍野区へ転居。1982年3月に大阪府立天王寺高等学校卒業。同年4月神戸大学農学部畜産科入学。1986年中退。
1987年、プロドラマーとしてメジャーデビュー。COBRA（徳間ジャパン:当時）、UNISONAIR（日本コロムビア）などに参加後、1991年に上京。m.c.A・T、ホフディラン、 UA、倉持陽一（真心ブラザーズ）、子安武人、中西保志、麗美、サニーデイ・サービスなどのアーティストの活動に参加・共演した。The Cokes、Waltz for Heavenなどでアルバムも発表。
故樋口宗孝に師事。2002年より、ミュージシャンでシンガーの故桑名正博が設立した大阪自由学院の校長を務め、2010年より理事就任。
2016年2月 大阪自由学院 閉校。
2016年7月 放課後等デイサービス れいんぼー 設立